# Politika enega otroka
Politika enega otroka, del politike načrtovanja družine, je bila prebivalstvena politika Ljudske republike Kitajske. Uvedena je bila leta 1979 in preklicana leta 2015. Politika je sicer dovoljevala veliko izjem, etnične manjšine so bile tako izvzete iz načrta. V letu 2007 je bilo 36 % prebivalcev Kitajske podvrženih strogi omejitvi enega otroka, 53 % pa jih je lahko imelo do dva otroka, če je bil prvorojenec deklica. Vlade različnih kitajskih provinc so izrekale kazni za prekrške zoper ta določila, lokalne in nacionalne vlade pa so ustanavljale komisije, ki naj bi dvigovale ozaveščenost ter opravljale registracijska in inšpekcijska dela.